# Twierdza Rupea

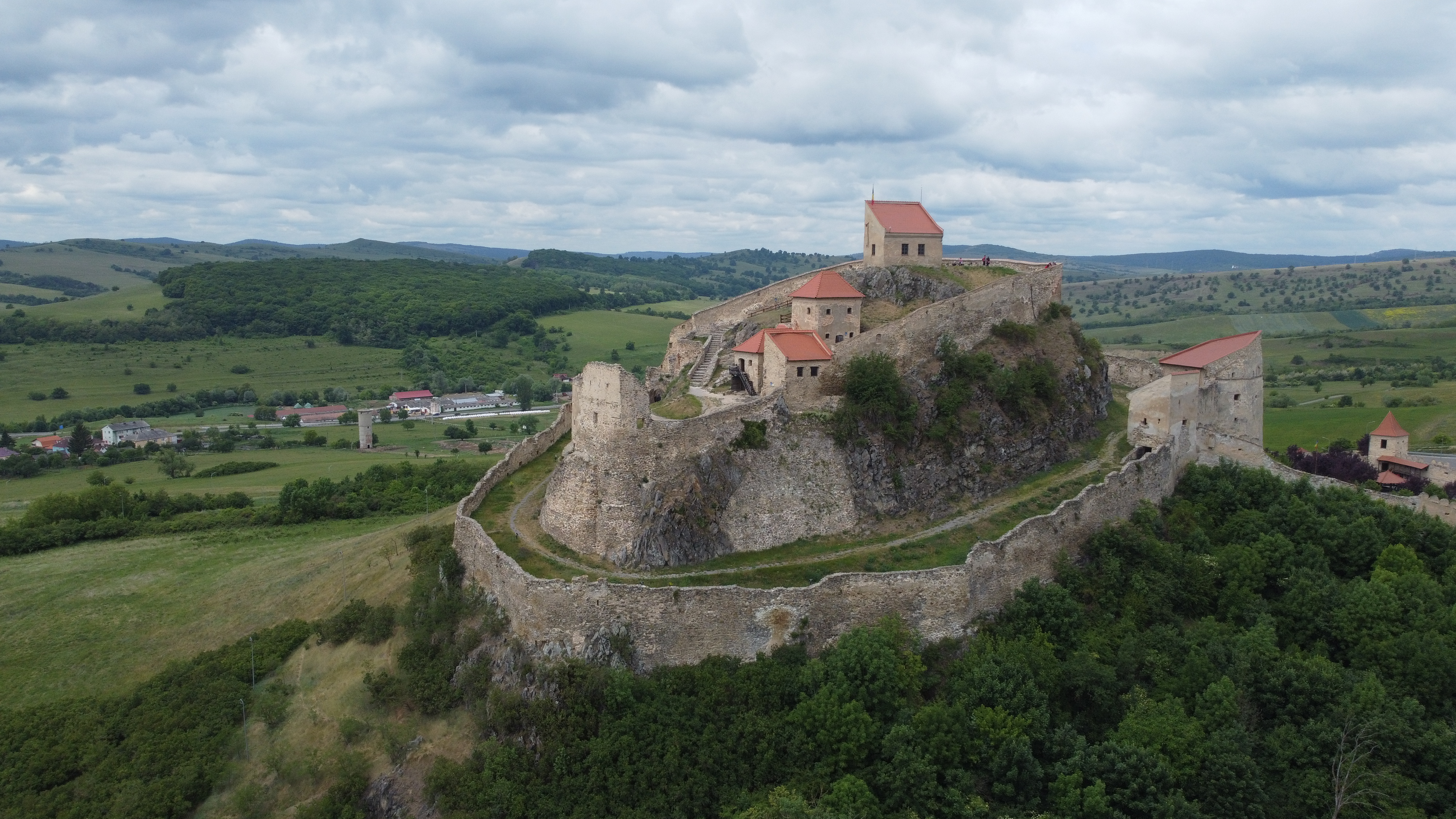
Twierdza Rupea Rumunia

Twierdza Rupea (rum. Cetatea Rupea, niem. Burg Reps, węg. Kőhalmi vár) – średniowieczna forteca zlokalizowana na zachód od miasta Rupea w Rumunii, przy drodze DN13, 70 km od Braszowa na trasie do Sighișoary. 

## Historia
Twierdza Rupea znajduje się na jednym z najstarszych stanowisk archeologicznych w Rumunii, z pierwszymi śladami osadnictwa datowanymi na okres paleolitu i wczesnego neolitu (5500–3500 p.n.e.). Badania archeologiczne odsłoniły obiekty z tej epoki, takie jak narzędzia kamienne, ceramika i urny pogrzebowe. 
W czasach dackich na tym miejscu znajdowała się ufortyfikowana osada (tzw. dava) znana jako Rumidava lub Ramidava. Po podboju przez Rzymian, Rumidava stała się rzymskim castrum Rupes. Castrum Rupes było częścią pasa umocnień rzymskich, broniących obszarów handlowych i tras łączących Dolinę Târnavelor z Doliną Oltu, Râșnov i Hoghiz.
Pierwsza pisemna wzmianka o twierdzy pochodzi z 1324 jako „castrum Kuholm”.  
Twierdza była rozbudowywana od XIII do XVII wieku, w odpowiedzi na rosnącą populację, co doprowadziło do ostatecznego układu z trzema dziedzińcami. W XIV wieku miała kluczowe znaczenie strategiczne, będąc głównym punktem łączącym Transylwanię, Mołdawię i Wołoszczyznę. W latach 1432–1437 twierdza była atakowana i rabowana przez Turków, a ostatecznie została opuszczona w 1643 po pożarze, który zamienił ją w ruiny. 
W 1716 mury twierdzy służyły jako schronienie dla ocalałych z epidemii dżumy. Twierdza została ostatecznie opuszczona w 1790 po silnej burzy, która zniszczyła jej dach.
W okresie międzywojennym Rupea stała się ważnym centrum kulturalnym Siedmiogrodzkich Sasów. W czasach komunizmu twierdza przetrwała plany jej zniszczenia w celu eksploatacji bazaltu. W latach 2010–2013 twierdza przeszła gruntowną renowację, przyciągając obecnie licznych turystów.
Twierdza Rupea jest klasyfikowana jako zabytek historyczny w okręgu Braszów pod kodem BV-II-a-A-11769.

## Etymologia
Nazwa „Rupea” pochodzi od łacińskiego słowa „rupes”, oznaczającego „klif” lub „skała”. W dokumencie z 1324 twierdza była wzmiankowana jako „castrum Kuholm”, gdzie „Kuholm” odnosi się do skały, na której została zbudowana (w węgierskim „kőhalom” oznacza „sterta kamieni”).

## Architektura
Twierdza Rupea jest zbudowana na bazaltowym masywie w rezerwacie geologicznym Dealul Cohalm – „Bazaltele de la Rupea”. Jest to twierdza chłopska z czterema obszarami wzmocnionymi poligonalnymi wieżami. Twierdza była modyfikowana w czasie, dodając dwie wewnętrzne dziedzińce i trzy wieże obronne. Zbudowana jest w trzech obrębach: górnej (najstarszej), środkowej i dolnej, które powstały odpowiednio w X–XIII wieku, XV–XVIII wieku oraz XVIII wieku. Każdy z tych obrębów charakteryzuje się specyficznym pasem murów, odpowiadającym epoce budowy.
Twierdza ma formę spiralną, zwaną „ślimaczą skorupą”. Na terenie twierdzy można znaleźć różne zabytki, w tym Wieżę Słoniny, Kaplicę, Wieżę z kratami i inne budowle historyczne. W latach 2010–2013 twierdza przeszła gruntowną renowację, która przywróciła jej dawną świetność.